# Loligo pealeii
Loligo pealeii är en bläckfiskart som beskrevs av Charles Alexandre Lesueur 1821. Loligo pealeii ingår i släktet Loligo och familjen kalmarer. Inga underarter finns listade i Catalogue of Life.

## Bildgalleri

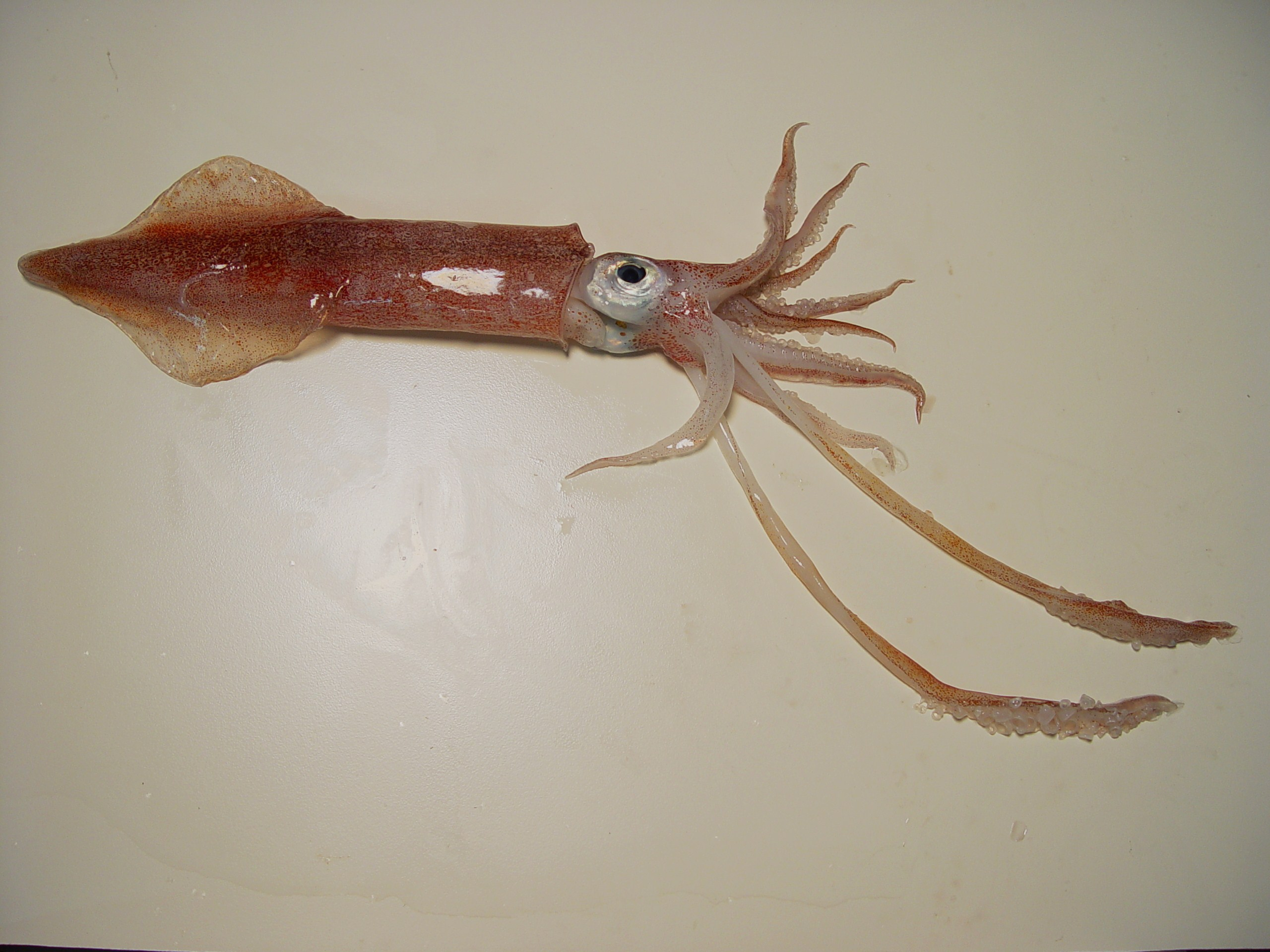
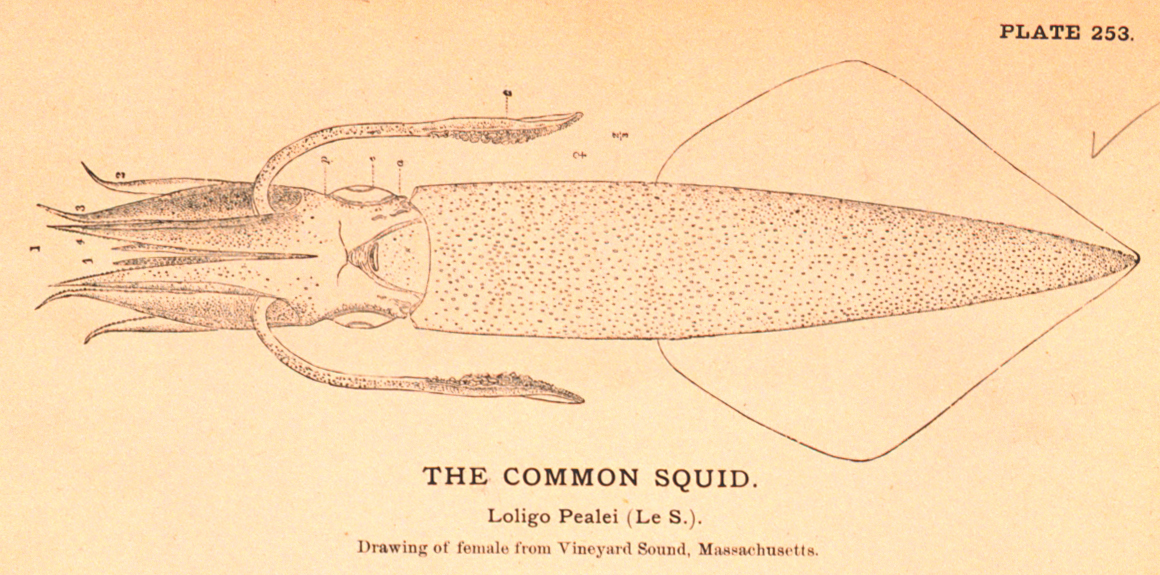
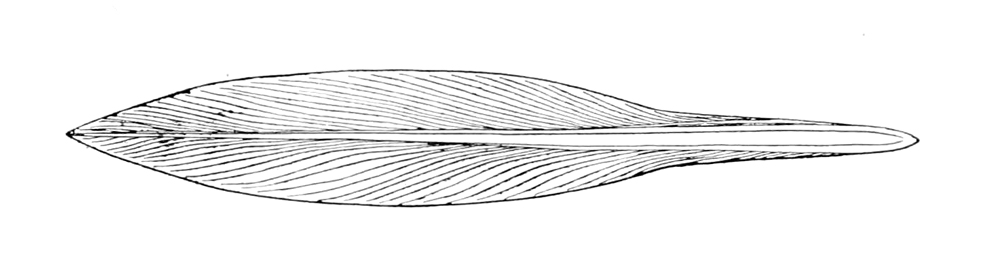